# (317917) Jodelle
Pour les articles homonymes, voir Jodelle.
(317917) Jodelle est un astéroïde de la ceinture principale. Il a été nommé pour honorer la mémoire du poète et dramaturge français Étienne Jodelle (1532-1573).

## Description
(317917) Jodelle est un astéroïde de la ceinture principale. Il fut découvert le 21 octobre 2003 à Saint-Sulpice (Oise) par l'observatoire de Saint-Sulpice. Il présente une orbite caractérisée par un demi-grand axe de 3,13 UA, une excentricité de 0,16 et une inclinaison de 4,7° par rapport à l'écliptique.

## Compléments